# Al-Ghazal FC
Al-Ghazal FC es un equipo de fútbol de Sudán del Sur que juega en el Campeonato de fútbol de Sudán del Sur, el torneo de fútbol más importante del país.

## Historia
Fue fundado en el año 2011 en la ciudad de Wau como uno de los equipos fundadores de la liga, creada luego de que Sudán del Sur fuese declarado país independiente. A pesar de ello, su mejor resultado ha sido ser finalista de la copa nacional en la temporada 2014.
A nivel internacional han participado en 2 torneos continentales, en donde nunca han superado la ronda preliminar.

## Palmarés
- Copa de Sudán del Sur: 0
  - Finalista: 1

2014

## Participación en competiciones de la CAF
| Temporada | Torneo                       | Ronda      | Club            | Casa | Visita | Global |
| --------- | ---------------------------- | ---------- | --------------- | ---- | ------ | ------ |
| 2015      | Copa Confederación de la CAF | Preliminar | Petrojet FC     | 0-1  | 1-6    | 1-7    |
| 2016      | Liga de Campeones de la CAF  | Preliminar | ZESCO United FC | 0-1  | 0-2    | 0-3    |